# モーリス・ティリエ
モーリス・ティリエ（Maurice Thiriet , 1906年4月2日 - 1972年9月28日）は、フランスの作曲家。
ムーラン出身。1925年、パリ国立高等音楽・舞踊学校に入学し、対位法とフーガをシャルル・ケクランに、管弦楽法をロラン＝マニュエルに師事し、1931年に卒業した。モーリス・ジョベールの勧めで映画音楽の作曲を始め、1942年から1960年にかけて20本の映画音楽を手がけた。それ以外の作品には2つのオペラ、10のバレエ、フルート協奏曲などがある。ロラン＝マニュエルとジョベールに影響を受けたその作風は印象主義音楽的な和声に古典主義的な優美さが現われている。

## 作品
- インカの主題による狂詩曲（1935）
- 弦楽のための詩曲（1936）
- バレエ『プシュケー』（1950）
- バレエ『ヘラクレス』（1953）
- フルート協奏曲（1959）

### 映画音楽
- 悪魔が夜来る Les visiteurs du soir (1942)
- 天井桟敷の人々 Les enfants du paradis (1945)
- めぐりあい La figure de proue (1948)
- 美しき小さな浜辺 Une si jolie petite plage (1949)
- 嘆きのテレーズ Thérèse Raquin (1952)
- 花咲ける騎士道 Fanfan la Tulipe (1952)
- 外人部隊 Le grand jeu (1953)
- われら巴里ッ子 L'air de Paris (1954)
- 罪と罰 Crime et châtiment (1956)

## 文献
- Steffen A. Schmidt: Artikel Thieriet, Maurice (Charles), in: Die Musik in Geschichte und Gegenwart, 2., neubearbeitete Ausgabe, Personenteil Band 16, Bärenreiter, Kassel 2006, ISBN 3-7618-1136-5, Sp. 763f.
- Mark Brill: Artikel Thieret, Maurice, in: The New Grove Dictionary of Music and Musicians, 2nd edition, Vol. 25, Macmillan, London 2001, ISBN 0-333-60800-3, S. 401f.